# Саюль
Саюль (фр. Saül) — коммуна в составе кантона Марипасула, в самом центре Французской Гвианы, заморского департамента Франции, расположена в 180 километрах к югу от Кайенны — столицы территории. Основана в 1969 году.

## География
Коммуна Саюль находится в центре Французской Гвианы. Она входит в состав кантона Марипасула и округа Сен-Лоран-дю-Марони. На северо-западе граничит с коммунами Гран-Санти и Папаиштон, на севере с коммуной Мана, на северо-востоке с коммуной Сен-Эли, на юго-востоке с коммуной Режина, на юго-западе с коммуной Марипасула. На территории Саюль находятся Бычьи горы (фр. Monts Bœuf). Средняя высота над уровнем моря здесь составляет 209 м. Климат тропический.
По коммуне протекают реки Аппруаж, Мана и Инини, которые являются естественными транспортными артериями. Дороги отсутствуют. С 1954 года связь осуществляется посредством небольшого аэропорта.

## История
Деревня Саюль была основана во времена «золотой лихорадки» на рубеже XIX—XX веков. Название она получила по имени основателя, некоего месье Саюля, золотоискателя из Сент-Люси. В 1940—1950-х годах в деревне были построены аэропорт, школа и церковь. Коммуна Саюль была учреждена в 1969 году. В 1970-х годах после прекращения в коммуне деятельности горнодобывающих компаний снизились темпы развития территории.

## Население
На 2018 год численность населения коммуны составляла более 150 человек. По этническому составу это, прежде всего, креолы, затем французы, хмонги-мяо и бразильцы.
| Демографические изменения |      |      |      |      |      |      |      |      |
| 1961                      | 1967 | 1974 | 1982 | 1990 | 1999 | 2006 | 2007 | 2011 |
| 417                       | 90   | 119  | 67   | 63   | 160  | 158  | 158  | 153  |
| Источник                  |      |      |      |      |      |      |      |      |

## Экономика
Основные занятия — золотодобыча и туризм (трекинг). В посёлке есть туристический лагерь «Ларозали» (фр. Larozaly) и гостиница «Лез-о-Клер» (фр. Les Eaux Claires). Коммуна полностью обеспечивает потребности в электроэнергии благодаря солнечным электроподстанциям.

## Культура
В 1993 году церкви святого Антония Падуанского, единственному храму Саюля был присвоен статус исторического памятника.